# Большой Монреаль

Собственно Монреаль (тёмно-синий цвет) и прилегающие к нему муниципалитеты Большого Монреаля.

Большой Монреаль (фр. Région métropolitaine de Montréal; неформально также фр. Le Grand Montréal) — высокоурбанизированный, а также и субурбанизированный регион, включающий сам город Монреаль, его агломерацию на одноимённом острове, а также 90 различных муниципалитетов, расположенных на островах и на суше по берегам рек Св. Лаврентия и Оттава, крупнейшие из которых — города Лаваль, Лонгёй и Сен-Жан-сюр-Ришельё. Термин используется при проведении переписей населения, в обиходе, в экономико-географическом районировании.

## Районирование
Перепись населения Канады 2006 года зафиксировала 3 635 571 жителей на территории Большого Монреаля при общей территории мегаполиса 4258,97 км². 
Большая часть его населения (48,0 %) жила в трёх главных городах территории: Монреаль, Лаваль и Лонгёй. Процесс субурбанизации в последнее время интенсивно проходит на периферии мегаполиса — в его северных пригородах (Северная корона Монреаля) и южных (Южная корона Монреаля). В целом в данном мегаполисе проживало 48,2 % всего населения провинции Квебек, в том числе порядка 85 % всех иммигрантов в провинцию. Экономика региона, главным образом, специализируется на сфере услуг.